# 巴洛克音乐

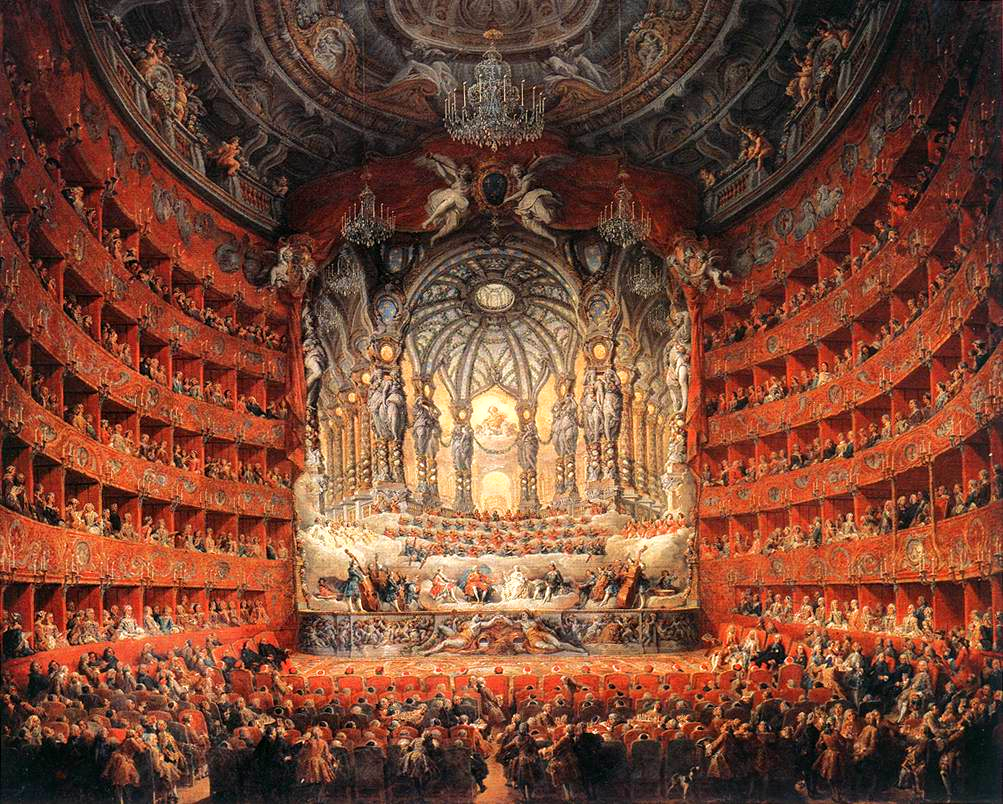
銀塔劇院（帕尼尼，1747年，羅浮宮）

巴洛克音乐指歐洲在文艺复兴之後開始興起，且在古典主義音樂形成之前所流行的音樂類型，延續期間大約從1600年到1750年之间的150年。
巴洛克音乐的特点是极尽奢华，加入大量裝飾性的音符。节奏强烈、短促而律动，旋律精致。复调音乐仍然佔据主导地位，調性音樂取代了教会调式，同时主调音乐也在蓬勃发展。于是复音音樂的對位越来越明显。复调在J.S.巴赫时代发展到巔峰。數字低音及即興創作是巴洛克重要的部分，並且管弦樂團編制尚未普及化。
巴洛克（Baroque）詞語的來源說法不一。德國文學批評家認為，它來自西班牙語的"barrueco"和葡萄牙語的"barocco"，法國文學批評家則說來自法語形容詞"baroque"，意指形态不够圆或不完美的珍珠，最初是建筑领域的术语，后逐渐用于艺术和音乐领域，然而義大利人卻指出它源自邏輯學中用來形容三段論法的一個名詞"barocco"。在藝術領域方面，巴洛克風格的特徵是精緻細膩的裝飾以及華麗的風格，造成這種現象的主因，是因為巴洛克時期是貴族掌權的時代，富麗堂皇的宮廷裡奢華的排場正是新的文化以及藝術的發展中心，而這個大環境的改變也直接影響到了音樂家的創作。十七、八世紀宮廷樂師所寫的音樂作品，絕大部分是為上流社會的社交所需而做，為了炫燿貴族的權勢以及財富，當時的宮廷音樂必定得呈現出炫耀的音樂以及不凡的氣度，以營造愉悅氣氛。

## 音樂創作
巴洛克音樂創作的發展中心以貴族的宮廷、私人組織的學會以及天主教教會為主，其中又以宮廷最具影響力。此時期的音樂創作除了適合在宮廷裡演奏的大協奏曲（concerto grosso）以外，還有貴族沙龍裡帶有私密氣氛的小規模樂器奏鳴曲（Sonata）；彌撒、神劇、受難曲 以及豐富的管風琴曲目，令教堂充滿了聖神的光彩；在巴洛克晚期时出现了交响乐的雏形即意大利语“Sinfonia ”（巴哈的三聲部創意曲也是Sinfonia），是一种三乐章题材的音乐；另外，歌劇在威尼斯快速興起，藉著音樂和戲劇的結合將情感抒發到最高點。音樂創作從此步入了一個蓬勃發展的階段。

### 樂器作品的類型
當時富有的貴族大多都擁有專屬的樂團，以便在宮廷中娛樂賓客，而變化多樣又音樂寬廣的樂器曲就廣受青睞。樂器曲崛起後，音樂的創意更有了發揮空間，音樂家開始發展出不同的樂曲類型：
- 組曲（Suite）
- 奏鳴曲（Sonata）
- 協奏曲（Concerto）
- 賦格曲（Fugue）
- 羅曼尼斯卡（Romanesca）

### 創作技法
- 數字低音（basso continuo）
- 頑固低音（basso ostinato）
- 對位法（fugual polyphony）
- 協奏曲（concertato medium）
- 即興演奏（improvisation）

## 主要作曲家
巴赫、韋瓦第与亨德尔并称巴洛克三巨匠。
意大利：
- 蒙特威爾第
- 柯賴里（Arcangelo Corelli，1653-1713）
- 亚历山德罗·斯卡拉蒂（Alessandro Scarlatti，1660-1725）
- 韋瓦第（Antonio Vivaldi，1678-1741）
- 多梅尼科·斯卡拉蒂（Domenico Scarlatti，1685-1757）

德國：
- 帕海貝爾 (Johann Pachelbel，1653-1706)
- 泰勒曼（Georg Philipp Telemann，1681-1767）
- 巴赫（Johann Sebastian Bach，1685-1750）
- 亨德尔（George Frideric Handel，1685-1759）

法國：
- 呂利（Jean-Baptiste Lully，1632-1687）
- 夏龐蒂埃 (Marc-Antoine Charpentier，1643-1704)
- （Francois Couperin，1668-1733）
- （Jean-Philippe Rameau，1683-1764）

英國：
- 亨利·普賽爾（Henry Purcell，1659-1695）